# 神戸市北区5人殺傷事件
神戸市北区5人殺傷事件（こうべしきたくごにんさっしょうじけん）とは、2017年（平成29年）7月16日の早朝に兵庫県神戸市北区有野町有野で発生した無差別殺傷事件である。男が包丁や金属バットで3人を殺害し、2人に重傷を負わせた。裁判では加害者に統合失調症による心神喪失が認められ、一審二審とも無罪判決となった。上告はされず無罪が確定した。

## 事件の概要
2017年（平成29年）7月16日早朝、神戸市北区有野町有野の住宅街で、男T（事件当時26歳）が祖父A（当時83歳）を金属バットで殴打し、それを止めようとした母親D（当時52歳）も殴打した。Dは、身の危険を感じたため屋外へ避難した。その後、祖父Aと祖母B（当時83歳）を包丁で何度も刺して殺害した。A・Bを殺害し終えた後は、近所に住む女性C（当時79歳）と女性E（当時65歳）を襲い、Cを殺害、Eに重傷を負わせた。
Tは同級生の知人女性Fから「神社に来てくれたら結婚する」「君と私以外は意識をもたない哲学的ゾンビなんだよ」と話しかけられる幻聴を聞いたことから、「哲学的ゾンビを殺せば知人女性Fと結婚できる」という妄想を抱いて犯行に及んだとされる。

## Tの人物像
Tは中学卒業後、神戸市内の工業高等専門学校に進学するも中退し、物流会社に一時勤務して退職した。その後、コンピューターの専門学校に入学して卒業後はIT会社に就職した。しかし、それもまたすぐに退職した。Tの学生時代からの同級生は、「おとなしく勉強熱心だった」、「彼は朗らかな性格だった」と口をそろえた。また、学生時代トラブルを起こすようなことはなかったという。専門学校の時の友人はTが「家族が厳しい」と不満とも取れるような発言をしていたことが明らかになった。

## 刑事裁判
2018年（平成30年）5月11日、神戸地方検察庁は、Tを責任能力が問えると判断して神戸地方裁判所へ起訴した。鑑定留置は、2017年9月から行われていたが、2度延長された。
本事件の刑事裁判（裁判員裁判）の第一審は、神戸地方裁判所で審理された。事件番号は平成30年(わ)第453号で、罪状は殺人、殺人未遂、住居侵入、銃刀法違反である。

### 2人の精神科医の診断
検察は、起訴を行う前に2人の精神科医に精神鑑定を依頼していた。1人目の医師は、Tが「哲学的ゾンビ」を人ではないと思っていたため、「人を殺してはいけない」という規範に直面していなかったと分析。精神障害が動機に与えた影響は「圧倒的」だったとして、心神喪失状態だと判定した。一方2人目の精神科医は、Tには、妄想の内容を疑い、犯行をためらう気持ちがあり、「哲学的ゾンビ」が人の可能性もあると認識していたと説明。精神状態の悪化は「中等度」にとどまり、犯行に及ぼした影響は「圧倒的とは言えない」として、心神耗弱状態だと判定した。2人目の医師の鑑定の問題点は、Tとの面接が1回限りで5分程度しかなかったことである。

### 第一審
2021年（令和3年）10月13日、第一審の初公判（裁判員裁判）が開かれた。被告人Tは起訴内容を認めたものの、弁護側は、「事件当時、Tは罪に問えない心神喪失状態だった」として無罪を主張した。一方で検察側は、｢犯行当時Tは軽度の精神疾患を患っていて心神耗弱状態にとどまり限定責任能力があった｣と主張した。
2021年10月14日（第2回公判）には、Tの母親Dが証人として出廷した。事件当時Tは、あいさつに反応せず、女性用Tシャツを借りたがるなど「少しいつもと違う」と感じたと明かした。また、Tに殺害された祖父母A・Bとの関係は悪くなかったと答えた。最後にDは、被害者や遺族らに謝罪し、「優しくて真面目だった息子がなぜこんな事件を起こしたのか」と声を震わせた。

#### 無期懲役求刑
2021年10月25日に論告求刑公判が開かれ、神戸地検の検察官は、被告人Tに無期懲役を求刑した。神戸地検は論告で、「犯行は悪質で、本来ならば死刑が相当であるが、被告人Tは統合失調症の影響で心神耗弱状態であったため、法律（刑法第39条）上減軽しなければならない」と指摘した。一方で弁護側は、Tは犯行当時統合失調症の影響で心神喪失状態だったとして無罪を主張した。

#### 無罪判決
2021年（令和3年）11月4日の判決公判で、神戸地裁は、判決の主文を後回しにして、先に判決理由から言い渡した。同地裁は判決理由で、「自分と知人女性F以外は哲学的ゾンビだとする妄想の圧倒的影響のもとで犯行に及んだ疑いが払拭できない」として、1人目の医師の鑑定を証拠採用し、刑法第39条の規定に基づき、被告人Tに無罪を言い渡した。検察は一審判決を不服として同月16日に大阪高裁に控訴した。

### 控訴審
控訴審は大阪高裁に係属した。審理は2023年（令和5年）7月3日に開かれた第2回公判で結審し、検察官は2回目の精神鑑定を担当した鑑定医の説明を踏まえ、被告人には限定的ながら責任能力があった（心神喪失ではなく心神耗弱にとどまる）と主張し、原判決の破棄を求めた。一方で弁護人は、検察官の訴えの根拠となった鑑定医の判断は、幻覚や妄想が犯行に及ぼした影響について検討しておらず、信用性がないなどと訴え、控訴棄却を求めた。
大阪高裁は同年9月25日に開かれた判決公判で、検察官が「心神耗弱」とする主張の根拠として提出した鑑定結果には、原判決が「心神喪失」の根拠として採用した鑑定医の見解を覆す根拠がないことを指摘し、検察官の控訴を棄却する判決を宣告した。
検察は上告を断念し、一審に続いて無罪とした大阪高裁の判決が確定した。